# Pseudoderopeltis anthracina
Pseudoderopeltis anthracina es una especie de cucaracha del género Pseudoderopeltis, familia Blattidae.

## Distribución
Esta especie se encuentra en Mozambique, Malaui y Zambia.